# Reichsministerium für Wissenschaft, Erziehung und Volksbildung
Reichsministerium für Wissenschaft, Erziehung und Volksbildung (Nederlands: Rijksministerie van Wetenschap, Onderwijs en Cultuur) (officieel ook wel „Reichswissenschaftsministerium“ en „Reichserziehungsministerium“ REM genoemd). Het bestond vanaf 1934 tot 1945 in het Duitse Rijk tijdens het nationaalsocialisme.
Tijdens de Tweede Wereldoorlog werd het ministerieelgebouw aan de Unter den Linden 4 in Berlijn verwoest. Met uitzondering van de door Paul Kieschke het in 1903 gebouwde uitbreiding op de hoek van de Wilhelmstraße en de Behrenstraße. Het Ministerium für Volksbildung (DDR-ministerie voor Nationaal Onderwijs) gebruikte het tot 1990 als kantoorgebouw, en de Duitse Bondsdag na 1994 als kantoorgebouw.

## Geschiedenis
Het Reichsministerium für Wissenschaft, Erziehung und Volksbildung (REM) was de opvolger van het Preußisches Ministerium für Wissenschaft, Kunst und Volksbildung  (vrije vertaling: Pruisisch Ministerie voor Wetenschap, Kunst en Cultuur), voor het eerst in Duitsland werd een gecentraliseerd en hiërarchische instelling creërend die de onderwijssector van het Duitse Rijk onder controle hield. Op 1 mei 1934 nam het REM van het Reichsministerium des Innern (Rijksministerie van Binnenlandse Zaken) over, en kreeg toezicht op de hogescholen en universiteiten in Duitsland, evenals onderzoeksinstellingen zoals de Physikalisch-Technische Reichsanstalt (PTR)  (vertaling: Natuurkundig-Technisch Rijksinstituut). Het PTR staat tegenwoordig bekend als het Physikalisch-Technische Bundesanstalt  (vrije vertaling: Natuurkundig-Technisch Federaal Instituut).

## Rijksministers
| Nr. | Afbeelding | Minister                        | Aangetreden   | Einde termijn | Duur termijn       |
| --- | ---------- | ------------------------------- | ------------- | ------------- | ------------------ |
| 1   |            | Bernhard Rust (1883-1945)       | 1 mei 1934    | 30 april 1945 | 10 jaar, 333 dagen |
| 2   |            | Gustav Adolf Scheel (1907-1979) | 30 april 1945 | 2 mei 1945    | 2 dagen            |

## Staatssecretarissen
| Nr. | Staatssecretaris               | Aangetreden      | Einde termijn    | Duur termijn | Opmerking | Referentie  |
| --- | ------------------------------ | ---------------- | ---------------- | ------------ | --- | ----------- |
| 1   | Wilhelm Stuckart (1902-1953)   | 30 juni 1934     | 14 november 1934 |              | 7 juli 1934 benoemd tot Reichsstaatssekretär (vrije vertaling: Rijksstaatssecretaris) - vanaf september 1934 met onvrijwillig verlof Op 14 november 1934 officieel afgetreden. | [ 5 ]       |
| 2   | Siegmund Kunisch (1900-1978)   | 14 november 1934 | 1939             |              | | [ 5 ]       |
| 3   | Werner Zschintzsch (1888-1953) | Maart 1936       | Maart 1945       | 2 dagen      | | [ 6 ] [ 5 ] |

## Organisatie[5]
- Zentralamt (Centraal kantoor) -
- Amt Wissenschaft (Wetenschap) - Theodor Vahlen (1 juni 1934 - 1 januari 1937[7]), Otto Wacker (1937 - 1939[8][9]), Rudolf Mentzel (vanaf april/mei 1939 - 1945[10])
  - Abteilung WI - Franz Bachér (1935 - 1937)
  - Abteilung WII - Rudolf Mentzel (1939)
- Amt für Erziehung (Onderwijs) - Helmut Bojunga (tot februari 1938[11]), Gebhard Ludwig Himmler (1939[12])
- Amt für Volksbildung (Cultuur) - Otto von Kursell (vanaf 1 mei 1934), Klaus von Baudissin (1937 - 21 april 1938)
- Amt für Körperliche Erziehung (Lichamelijke opvoeding) - Robert Schormann (1 november 1942[13])
  - Abteilung Leibesübungen (Lichaamsoefeningen) -
  - Abteilung Jugendpflege (Jeugdzorg) -
  - Abteilung Geistliche  (Geestelijk) - werd vanaf 1935 overgeheveld naar het Reichsministerium für die Kirchlichen Angelegenheiten  (vrije vertaling: Rijksministerie voor Kerkelijke Aangelegenheden)[5]
  - Abteilung Landjahr (Landjaar) - werd tegelijk met de Abteilung Geistliche overgeheveld naar het Reichsministerium für die Kirchlichen Angelegenheiten[5]
- DAAD (Deutscher Akademischer Austauschdienst) - Wilhelm Burmeister (juli 1934 - 1943)